# Patrick Fabian (Laiendarsteller)

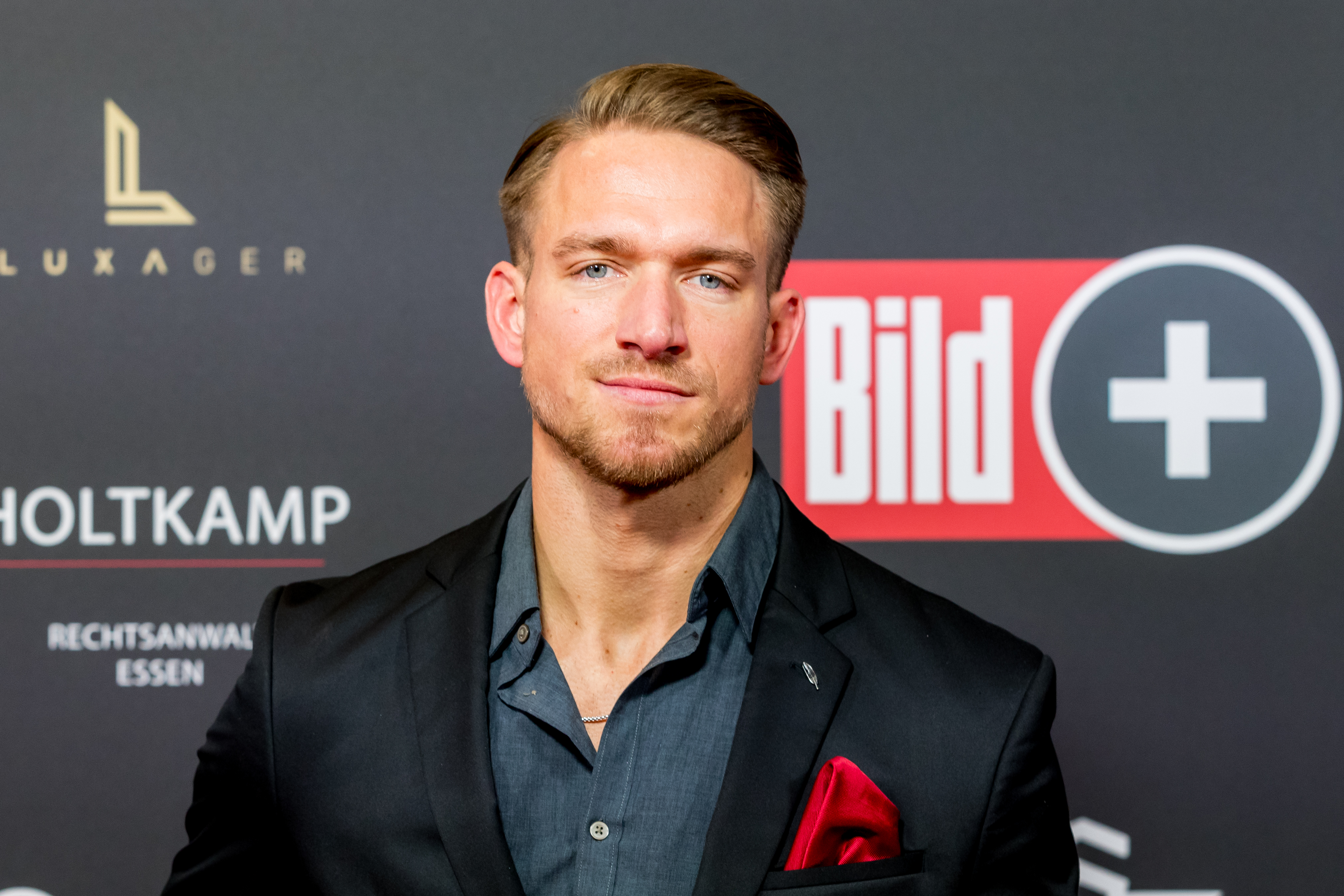
Patrick Fabian (2023)

Patrick Fabian (* 23. Juli 1987) ist ein deutscher Laiendarsteller, Model und Sänger.

## Biografie
Bekannt wurde Fabian durch seine Hauptrolle in der Serie Berlin – Tag & Nacht, wo er von 2017 bis 2022 die Rolle des Strippers André Neumann verkörperte.
Zuvor erzielte Ende 2010 Patrick Fabian in einem nationalen Schönheitswettbewerb den Titel des Mr. Berlin 2010/2011.
2012 war Fabian Kandidat in der 10. Staffel der Castingshow Popstars, wo er im Workshop auf Ibiza ausschied. Anschließend war er Bandmitglied in der Popband Unized, deren fünf Mitglieder (u. a. auch Dominique Bircan Baltas von Feuerherz) zuvor in unterschiedlichen Castingshows mitwirkten.
2015 war Fabian Kandidat in der 12. Staffel von Deutschland sucht den Superstar und schaffte es in den Recall. Von 2016 bis zum Frühjahr 2020 war er Teil der Strippergruppe The Sixx Paxx.
2017 spielte Fabian als Poolboy eine Nebenrolle im deutschen Spielfilm High Society. 2022 veröffentlicht er zusammen mit seiner ehemaligen Kollegin Jazzy Gudd aus Berlin Tag und Nacht, den gemeinsamen Song Bisschen wie du. 2024 nahm an der zweiten Staffel der TV-Dating-Show Herz an Bord – Frisch verliebt auf hoher See teil.
Seit 2025 ist er in der Serie Köln 50667 in der Rolle des André Neumann zu sehen, die er zuvor bereits in Berlin – Tag & Nacht verkörpert hatte.

## Privates
Fabian ist Vater einer im August 2019 geborenen Tochter.

## Film und Fernsehen

### Als Schauspieler
- 2015: Drunter und drüber – Haus Nr. 15 (Rolle: Gregor – Fitnesstrainer und Callboy)
- 2017: High Society (Rolle: Poolboy)
- 2017–2022: Berlin – Tag & Nacht (Rolle: André Neumann)
- 2025: Köln 50667 (Rolle: André Neumann)

### Sonstige Fernsehauftritte
- 2012: Popstars (Castingshow, Teilnehmer)
- 2015: Deutschland sucht den Superstar (Castingshow, Teilnehmer)
- 2024: Love Island VIP (Reality-Dating-Show, Gewinner)

## Diskografie
Singles
- 2016: Love Control – Steve Es feat. Patrick Fabian
- 2017: Pony – Sixx Paxx feat. Marc Terenzi
- 2018: Roxxstar – Sixx Paxx feat. Patrick Fabian
- 2020: Medizin (mit Serk)
- 2021: Computerspiel
- 2021: Eigene Kraft
- 2021: Reden ist Silber
- 2021: Du und Ich
- 2021: Scheißegal
- 2021: Feiern ohne Ende (als André, mit Ole ohne Kohle)
- 2022: Bisschen wie du (mit Jazzy Gudd)
- 2024: Wahre Liebe